# 9 (álbum de Noturnall)
9 é o terceiro álbum de estúdio da banda brasileira de heavy metal Noturnall, lançado no ano de 2017.
O álbum conta com a participação especial do guitarrista Mike Orlando, do Adrenaline Mob (e que chegou a ser integrante do Noturnall enquanto Leo Mancini esteve fora) no single "Wake Up!".
A banda lançou um videoclipe beneficente para promover a faixa "Hearts As One", revertendo toda a renda dos plays, visualizações e vendas do clipe para o instituto GRAACC (Grupo de Apoio ao Adolescente e à Criança com Câncer). O clipe mostra histórias reais de crianças que conseguiram vencer a batalha contra o câncer, a exemplo do vocalista da banda, Thiago Bianchi, que se recuperou de uma doença grave (pancreatite) após ficar internado em uma UTI, em meados de 2016, chegando a ficar em estado grave, em coma induzido e perdendo 50 quilogramas nesse período.

## Faixas
- Todas as faixas compostas por Noturnall

1. "Hey!"
2. "Change"
3. "Wake Up"
4. "Moving On"
5. "Mysterious"
6. "Hearts As One"
7. "What You Waiting For"
8. "Shadows"
9. "Pain"

### Participação especial
- Mike Orlando - guitarra (em "Wake Up!")